# Silver Spring
Silver Spring é uma região censo-designada localizada no estado americano de Maryland, no Condado de Montgomery.

## Demografia
Segundo o censo americano de 2016, a sua população era de 78.038 habitantes.
| Brancos                                    | 32,280 |
| Negro ou afro-americano                    | 21,207 |
| Outras raças                               | 14,586 |
| Asiáticos                                  | 6,420  |
| Duas ou mais raças                         | 3,280  |
| Índios americanos ou nativos do Alasca     | 247    |
| Nativo do Havaí e outras ilhas do pacífico | 18     |

## Geografia
De acordo com o United States Census Bureau tem uma área de 24,4 km², dos quais 24,4 km² cobertos por terra e 0,0 km² cobertos por água.

## Localidades na vizinhança
O diagrama seguinte representa as localidades num raio de 8 km ao redor de Silver Spring.